# Nilo Munaretti
Nilo Munaretti (Veranópolis, 3 de outubro de 1918) é um comerciante e político brasileiro.
Filho de João Munaretti e de Zefira Munaretti. Casou com Italina Mondadori Munaretti.
Pelo PDC, Nas eleições de 1962 foi candidato a deputado estadual para a Assembleia Legislativa de Santa Catarina pelo Partido Democrata Cristão (PDC), obtendo 1.470 votos e ficando na suplência, e foi convocado para a 5ª Legislatura (1963-1967).